# لالا خیل
لالا خیل (به لاتین: Lala Kheyl) یک منطقهٔ مسکونی در افغانستان است که در ولایت بامیان واقع شده‌است.